# Гомес Лоренсо, Артур
Артур Гомес Лоренсо (порт.-браз. Arthur Gomes Lourenço; род. 3 июля 1998, Уберландия, Минас-Жерайс) или же просто Артур Гомес (порт.-браз. Arthur Gomes, бразильский португальский: [aʁˈtuʁ ˈɡomis]) — бразильский футболист, нападающий клуба «Динамо».

## Биография
Артур — воспитанник клубов «Сан-Паулу» и «Сантос». 6 ноября 2016 года в матче против «Понте-Прета» он дебютировал в бразильской Серии A в составе последнего. 4 февраля в поединке Лиги Паулиста против «Линенсе» Артур забил свой первый гол за «Сантос».
В мае 2019 года до конца сезона был отдан в аренду в «Шапекоэнсе».
В 2015 году Артур принял участие в юношеском чемпионате мира в Чили. На турнире он сыграл в матчах против команд Северной Кореи, Англии, Гвинеи, Новой Зеландии и Нигерии. В поединке против гвинейцев Артур забил гол.

## Титулы и достижения
- Вице-чемпион Бразилии (1): 2016
- Финалист Кубка Либертадорес (1): 2020